# Gelbes Schloss (Heroldsberg)

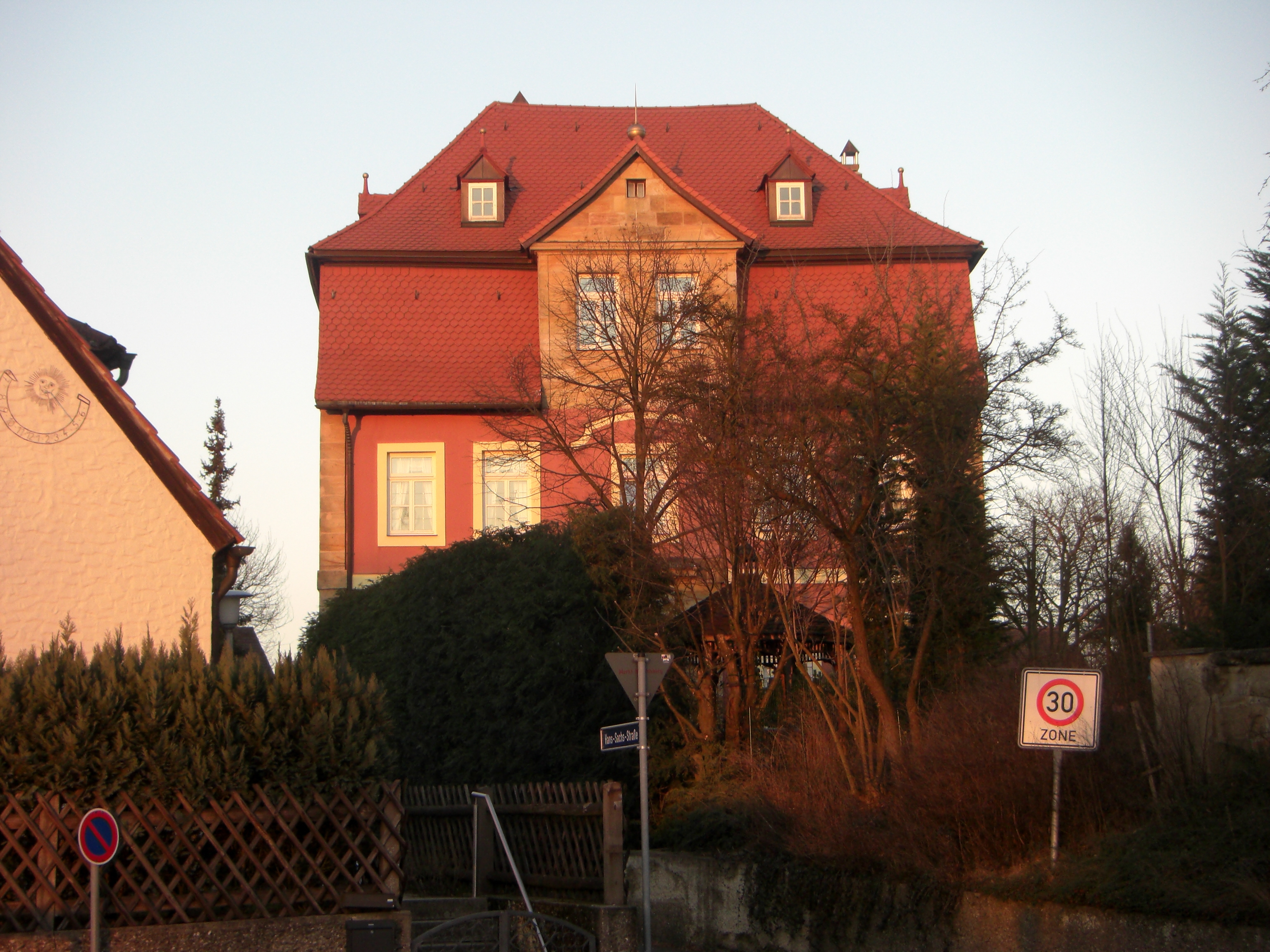
Gelbes Schloss (2008)

Das Gelbe Schloss ist eines der vier Schlösser des mittelfränkischen Marktes Heroldsberg. Es befindet sich in unmittelbarer Nachbarschaft zum Pfarrhaus der evangelischen Kirchengemeinde St. Matthäus und gehörte zu den Besitzungen der Nürnberger Patrizierfamilie Geuder von Heroldsberg.

## Geschichte
Das Schloss wurde in der zweiten Hälfte des 16. Jahrhunderts von Hieronymus Geuder auf dem Fundament eines älteren Gebäudes erbaut. Umbauten erfolgten in den Jahren um 1680, was sich an Stuckarbeiten im sogenannten „Gartenzimmer“ ablesen lässt. Um 1750 erfolgten weitere Umbauten durch Johann Adam Geuder. Er ließ das ehemalige Walmdach durch ein abgewalmtes Mansarddach ersetzen und stockte das Gebäude auf. Johann Adam Geuder lebte von 1752 bis 1789 im Schloss und empfing als Nürnberger Losunger hochrangige Gesandtschaften und Besuche.

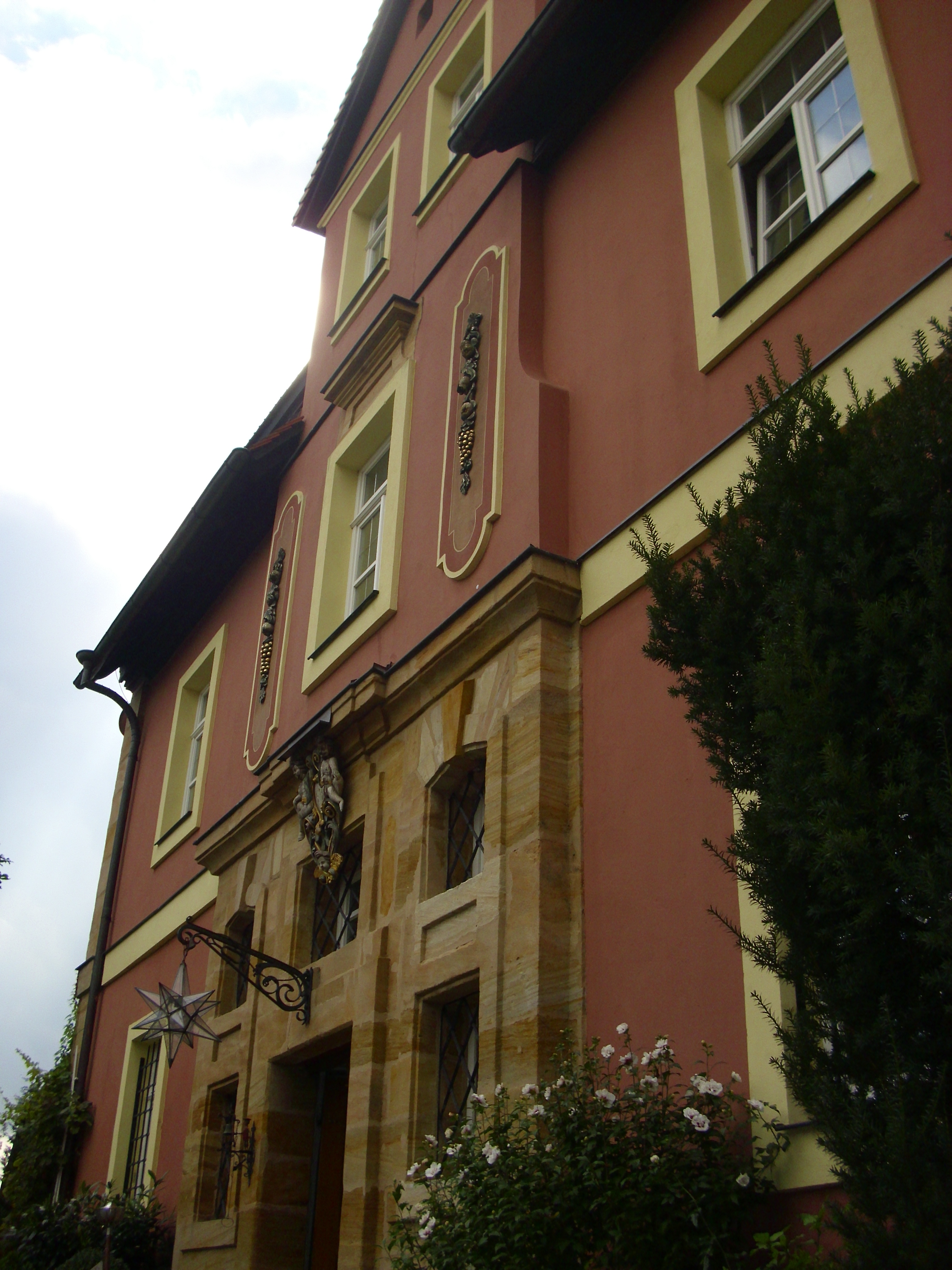
Eingangsbereich des Schlosses (2010)

Bis Mitte der 1950er Jahre war das Schloss im Besitz der Familie Geuder, danach des Verlegers Karl Borromäus Glock. Im Jahr 1988 wurde es erneut renoviert.